# Jean-Pierre Como
Jean-Pierre Como, (Párizs, 1963 –) francia dzsesszzongorista, zeneszerző. Gyermekkorát az olasz kultúra, zene által meghatárott családban töltötte. Mikor felnőtt, a francia és európai dzsessz-színpad egyik meghatározó alakjává vált.

## Pályafutása
A Párizsi Konzervatóriumon klasszikus zongoristának tanult. A dzsesszjátékot önállan sajáttotta el. Kezdetben olyan zenészekkel játszott, mint Bernard Maury, François Couturier és Michel Sarbady. Ezzel egyidőben kezdett el komponálni lezdett. Első felvételei 1983-ban születtek meg. Kísérte a Zaka Percussionst, Rido Bayonne és Pierre Vassiliu énekeseket.
1984-ben megalapította a sikeres Sixun jazzrock együttest. Rendszeresen játszik Antoine Illouz kvintettjében és Antoine Hervé big bandjében is.
Como több albumot adott ki, többek között Pierre Bertrand-nal, a „Paris Jazz Big Band” társalapítójával, Sylvain Beuffal és Paolo Fresuval. Répertoire című albuma (2010) Aldo Romano és Diego Imbert triójávan készült; azt a „Boléro” követte 2013-ban.

## Albumok
- 1991: Solea
- 1996: Express Paris-Roma
- 1999: Empreinte
- 1999: Padre
- 2001: Storia
- 2004: Scénario
- 2006: L’Âme sœur
- 2010: Répertoire
- 2013: Boléro
- 2015: Express Europa
- 2018: Infinite
- 2020: My Little Italy
- 2022: My Days in Copenhagen
- 2023: Com ô paradis (Paradis Improvisé)
- 2024: Infinite volume II